# 内蒙古行政长官列表
下表列出内蒙古自1911年起历任行政长官：

## 中華民國（北京政府时期）
附： 呼伦贝尔自治政府负责人
附： 统辖呼伦贝尔大臣
1. 胜福

附： 呼伦贝尔副都统公署副都统
1. 胜福
2. 贵福

附：索伦共和国政府委员会主任委员
1. 福明泰

附： 进攻中华民国第一路军司令
1. 乌泰

## 中華民國（国民党中央政府时期）

### 抗战前
内蒙古自治政府委员长
- 云端旺楚克

附： 蒙古地方自治指导长官公署指导长官
- 何应钦

 蒙古地方自治政务委员会委员长
- 云端旺楚克
- 索诺木喇布坦
- 德穆楚克栋鲁普

 绥远省境内蒙古各盟旗地方自治政务委员会委员长
- 沙克都尔扎布

 察哈尔省境内蒙古各盟旗群地方自治政务委员会委员长
- 德穆楚克栋鲁普

### 日本扶植政權
蒙古軍政府主席
（1936年－1937年）
- 云端旺楚克

- 蒙古联盟自治政府主席
（1937年－1939年）
- 云端旺楚克
- 德穆楚克栋鲁普

附：蒙疆联合委员会总务委员长
（1937年-1939年）
- 金井章次（代）
- 德穆楚克栋鲁普

 蒙疆联合自治政府主席
（1939年－1945年，1941年起对内改称蒙古自治邦政府）
- 德穆楚克栋鲁普

### 抗战后
附：内蒙古人民委员会委員（13人）
（1945年）
- 吉尔嘎朗（德古来）
- 穆克登宝
- 补英达赖
- 都固尔苏隆
- 德力格尔朝克图

 内蒙古人民共和国临时政府主席
（1945年）
- 補英達賴

 蒙古自治政府主席
（1945年）
- 乌兰夫（云泽）

 东蒙古人民自治政府主席
（1946年）
- 博彦满都

附：兴东地区行政公署主任
（1945年-1946年）
- 志达图（孟星三）

附：纳文慕仁省政府主席
（1946年）
- 额尔登（金耀洲）

附：呼伦贝尔自治省政府主席
（1945年-1946年）
呼伦贝尔临时地方自治政府主席
（1946年）
呼伦贝尔地方自治政府主席
（1946年-1947年）
- 额尔钦巴图

附： 内蒙古自治运动联合会执委会和常委会主席
- 乌兰夫（云泽）

附： 蒙古自治筹备委员会委员长
- 阿勒坦鄂齐尔

蒙古自治政府主席
- 德穆楚克栋鲁普

西蒙自治政府主席
- 达理扎雅（代）

内蒙古自治政府主席
- 乌兰夫（云泽） 1947年5月1日－1949年

## 中华人民共和国

### 内蒙古自治区人民政府主席
- 乌兰夫（云泽） 1949年－1955年

### 内蒙古自治区人民委员会主席
- 乌兰夫（云泽） 1955年－1967年

### 内蒙古自治区革命委员会主任
- 滕海清 1967年－1971年
- 尤太忠 1971年－1978年
- 孔飞 1978年－1979年

### 内蒙古自治区人民政府主席
- 孔飞 1979年－1983年
- 布赫 1983年－1993年
- 乌力吉 1993年－1998年1月
- 云布龙 1998年1月－2000年6月12日
- 乌云其木格 2000年8月－2003年4月
- 杨晶 2003年4月－2008年4月
- 巴特尔 2009年1月－2016年3月30日
- 布小林 2016年3月30日 - 2021年8月
- 王莉霞 2021年8月-